# Julius Leopold Klein
Julius Leopold Klein, född 1810 i Ungern, död den 2 augusti 1876 i Berlin, var en tysk litteraturhistoriker och dramatisk skald av judisk börd. 
Klein studerade vid universitetet i Wien och sedan 1830 i Berlin, där han blev medicine doktor. Han uppgav snart sin läkarpraktik för att leva av sin penna. Han blev först teaterkritiker, därefter skådespelsförfattare och litteraturhistoriker. Endast några av Kleins dramer (Zenobia 1847, Strafford 1862, Heliodora 1867 med flera) kom upp på scenen, och de försvann snart därifrån. Han sökte efterlikna Shakespeare och gav liksom denne kraftiga uttryck åt lidelsen, men slog ofta över till oformlighet, måttlös bildprakt och bisarrt detaljmåleri. Böjelse för avvikelser från ämnet och blixtrande paradoxer, kännetecknande för hans dramatiska arbeten, framträder även i hans ofulländade, intressanta verk Geschichte des Drama's 
(13 band, 1865-76). Kleins Dramatische Werke (7 band) utgavs 1871-72.